# Kloster Valloires
Das Kloster Valloires (Valloriae) ist eine ehemalige Zisterzienserabtei im Département Somme, Region Hauts-de-France, in Frankreich. Es liegt in der Gemeinde Argoules rund 16 Kilometer südlich von Montreuil-sur-Mer, im Tal des Authie.

## Geschichte

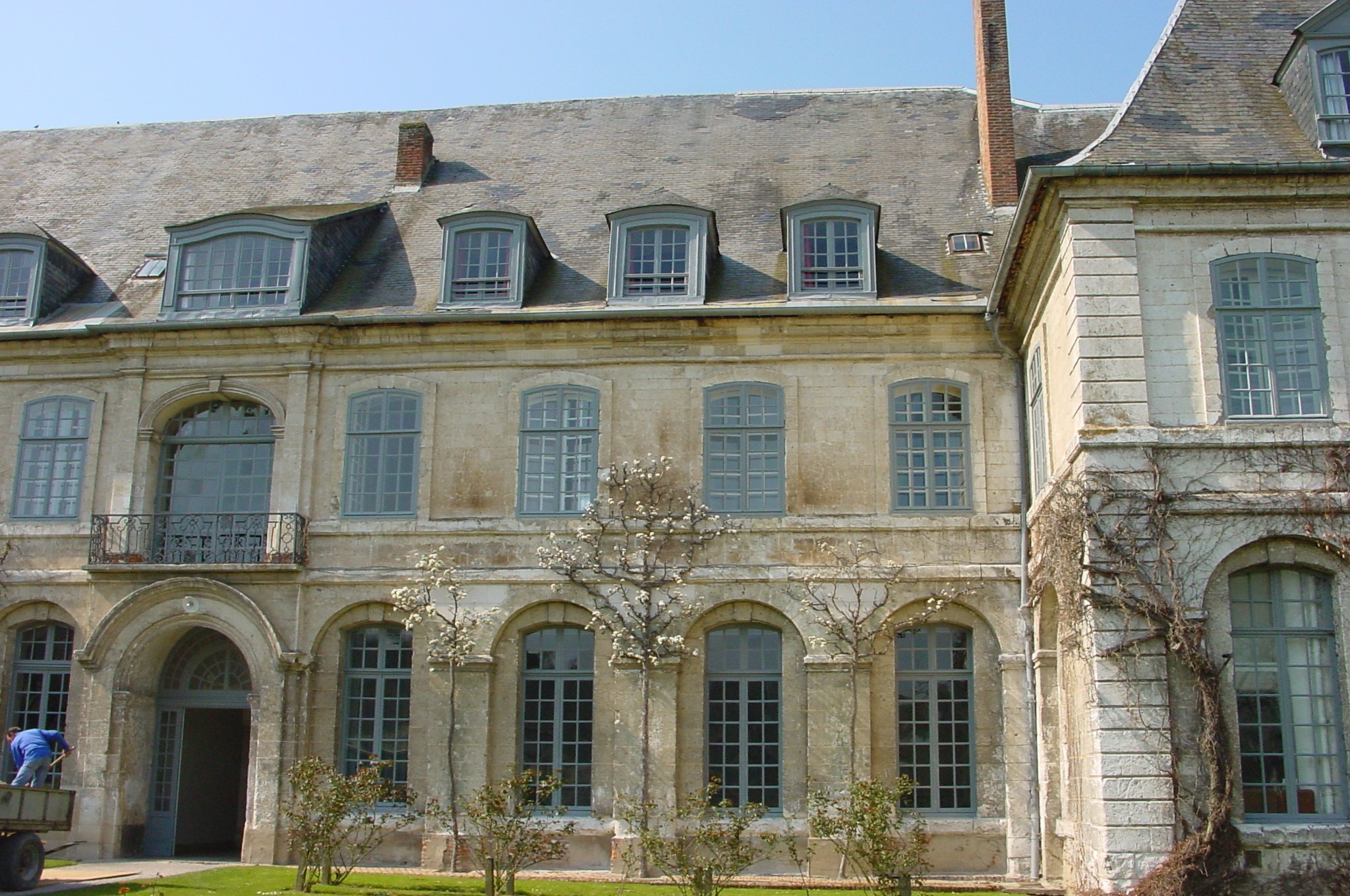
Der Refektoriumstrakt

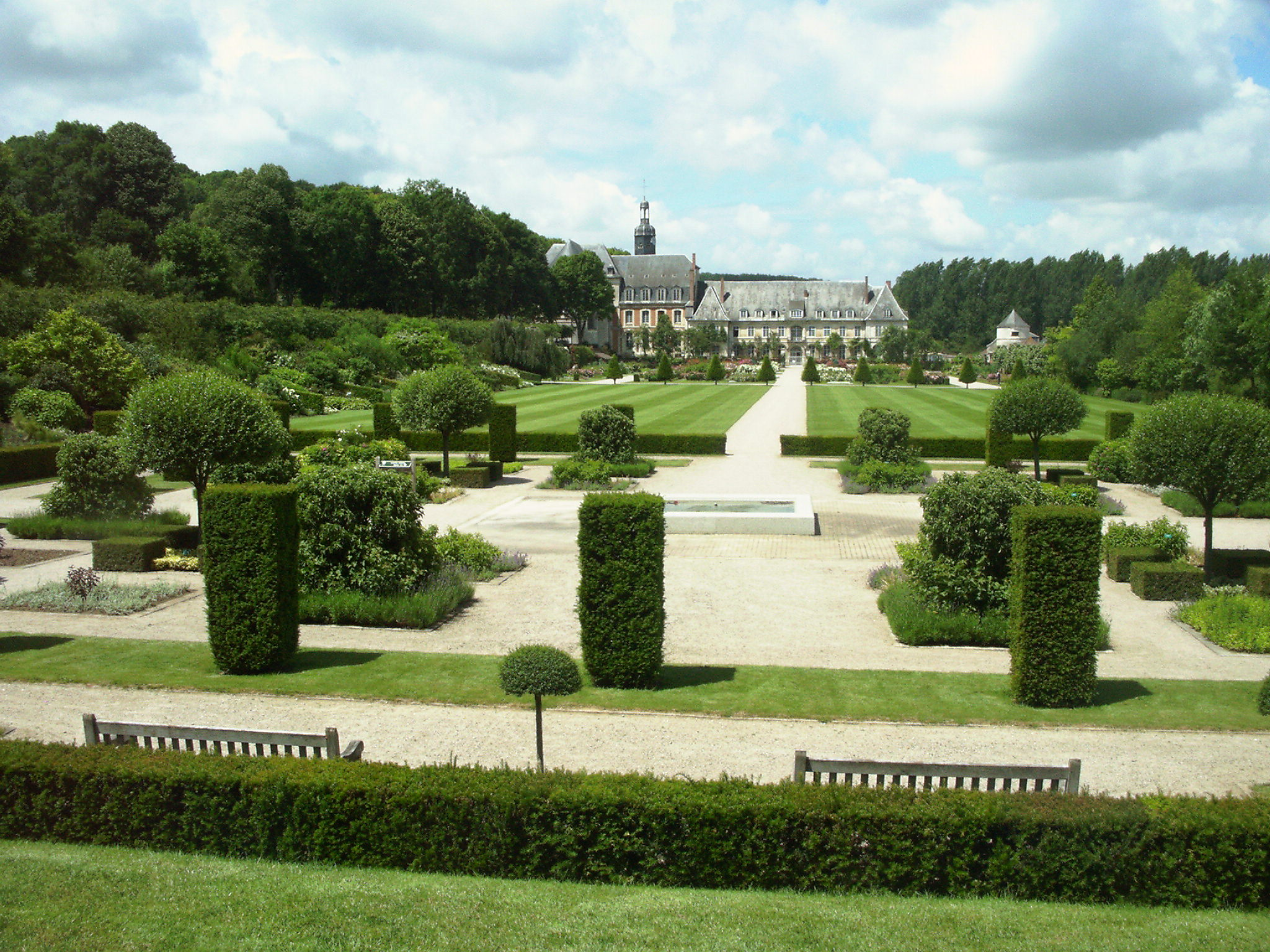
Die Gärten

Das Kloster wurde 1138 von Guido II. von Ponthieu gegründet und von Kloster Cîteaux besiedelt. Die Niederlassung erfolgte zunächst in Bonnance bei Laviers und wurde anschließend zunächst nach Balance in der Gemeinde Vron verlegt. 1158 erfolgte die endgültige Niederlassung in Valloires. Die Abtei blüte zunächst auf. Die Kirche wurde zur Grablege des Geschlechts von Ponthieu. Im Hundertjährigen Krieg und im Dreißigjährigen Krieg wurde das in Kommende gefallene Kloster schwer in Mitleidenschaft gezogen. Gegen 1647 entwickelte der Kommendatarabt Jean Martineau einen Plan zur Rekonstruktion des Klosters, der einige Jahre später verwirklicht wurde. Die Renovierung der Konventsgebäude war 1730 abgeschlossen, jedoch erwiesen sich die Bauten nicht als ausreichend dauerhaft. 1741 stürzte die Kirche ein, und von 1741 bis 1756 wurde das Kloster nach Plänen des Architekten Coigniard zur Gänze neu errichtet. Die Ausstattung der Kirche und der Sakristei erfolgte durch den Österreicher Simon Pfaff de Pfaffenhoffen (1715–1784). In der Französischen Revolution fand das Kloster 1791 sein Ende. Die Anlage wurde anschließend von Jourdain de l’Éloge erworben. 1817 kam die Anlage an die Laienbruderschaft der Basilianer und 1880 an die Vinzenzgemeinschaft. 1906 erfolgte die Klassifizierung als Monument historique. Während des Ersten Weltkriegs diente die ehemalige Abtei als Militärhospital. Im Jahr 1922 richtete Thérèse Papillon (1888–1983) ein Preventorium ein, dem ab 1970 Einrichtungen der Jugendhilfe folgten. 1989 wurden unter der Leitung von Gilles Clément die Gärten von Valloires für seltene Pflanzen eingerichtet. Derzeit ist ein Teil der Anlage zahlenden Gästen vorbehalten.

## Bauten und Anlage

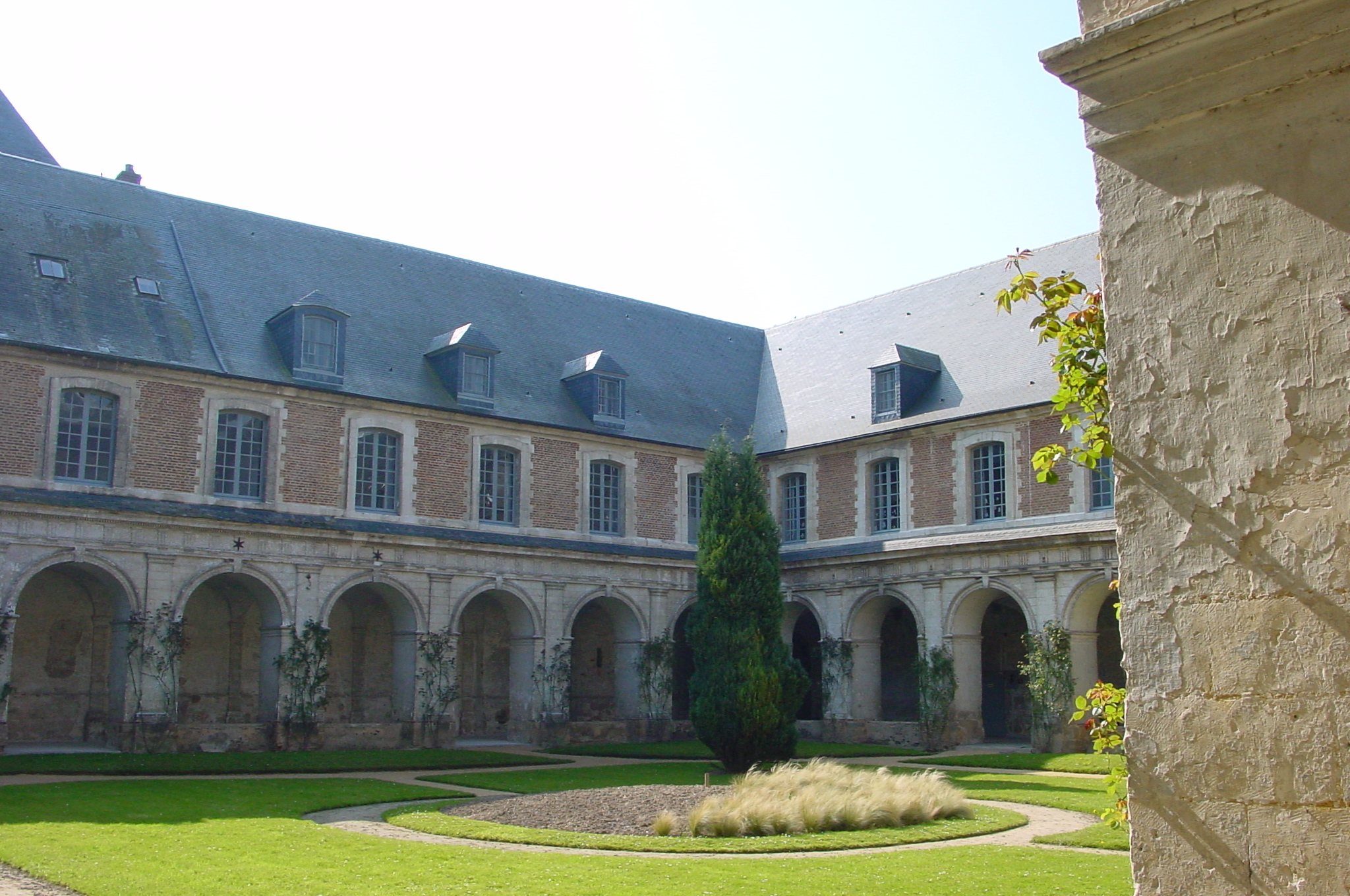
Der Kreuzgang

Von der seit 1226 errichteten Kirche ist ein Mauerabschnitt mit zwei spitzbogigen Fenstern erhalten. Die Klosteranlage des 18. Jahrhunderts ist vollständig erhalten.